# Langue des signes enga
La langue des signes enga est une langue des signes indigène de l'ethnie Enga en Papouasie-Nouvelle-Guinée.